# 舎密
舎密（せいみ）とは、江戸時代後期の蘭学者の宇田川榕菴がオランダ語で化学を意味する単語 chemie [xeˈmi] ( 音声ファイル) を音写して当てた言葉。
宇田川榕菴はウィリアム・ヘンリーの『Epitome of chemistry』のオランダ語版を日本語に翻訳し『舎密開宗』の名で世に出した。
一方、川本幸民はユリウス・シュテックハルトの『Die Schule der Chemie』のオランダ語版を日本語に翻訳して、中国で使用されていた「化学」の語を用いて『化学新書』という名で世に出した。
舎密の語はその後、江戸時代後期から明治時代初期まで化学とともにどちらかといえば応用化学の分野を指す語として併用されていた。例えば1869年（明治2年）に大阪に開設された舎密局（旧制第三高等学校の起源）に使用されており、日本化学会の前身である東京化学会では1884年から85年にかけて「舎密」と「化学」のどちらを用いるかで激しい論争が生じたりもした。
しかしその後、原子論や分子論などの理論化学的な分野の知識の受容が進むにつれて、完全に廃れてしまい「化学」の語が定着した。